# Blancanus (cráter)
Blancanus es un cráter de impacto que se encuentra en la accidentada región sur de la Luna, al suroeste de la llanura amurallada del cráter Clavius. Al noroeste se encuentra el cráter de tamaño comparable Scheiner, y al sursudoeste de Blancanus se halla el cráter Klaproth, considerablemente desgastado.
El borde exterior de Blancanus es bastante menor que el del también desgastado cráter Scheiner situado hacia el noroeste, aunque todavía está bastante bien definido y tiene una estructura aterrazada en el interior. El suelo es relativamente plano, con varias elevaciones de escasa altura en el punto medio. Hay un grupo de pequeños cráteres en la parte sur del fondo del cráter.
El cráter Blancanus lleva el nombre del astrónomo y naturalista jesuita Giuseppe Biancani (1566-1624).

## Cráteres satélite

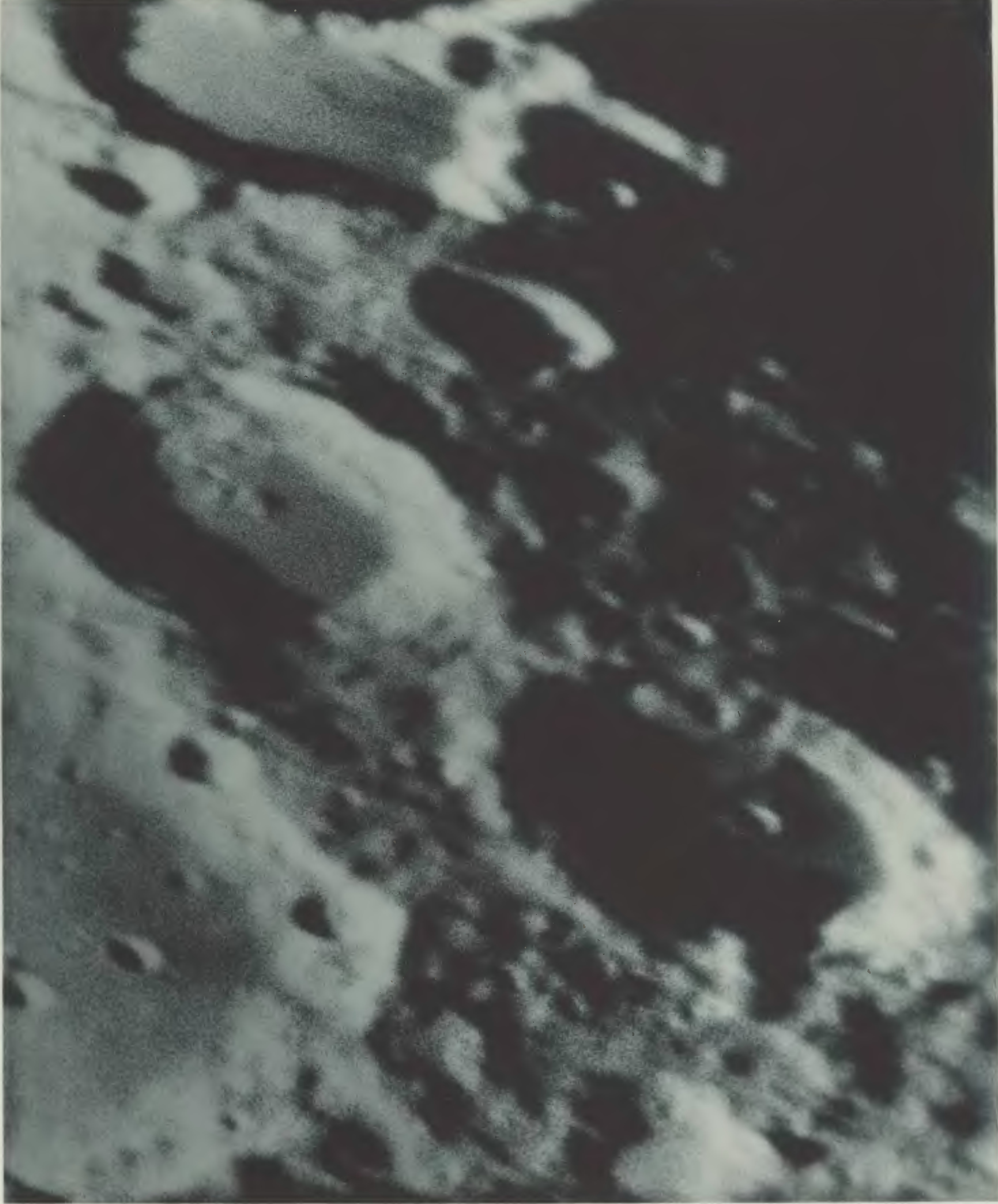
Vista desde la Tierra de Blancanus

Por convención estos elementos son identificados en los mapas lunares poniendo la letra en el lado del punto medio del cráter que está más cerca de Blancanus.
|           | \| Blancanus \| Coordenadas \| Diámetro \| \| --------- \| ------------------------------ \| -------- \| \| A \| 64°24′S 21°36′O / -64.4, -21.6 \| 6 km \| \| C \| 66°30′S 28°00′O / -66.5, -28.0 \| 46 km \| \| D \| 63°18′S 16°30′O / -63.3, -16.5 \| 24 km \| \| E \| 66°36′S 21°30′O / -66.6, -21.5 \| 37 km \| \| F \| 65°06′S 27°24′O / -65.1, -27.4 \| 9 km \| \| G \| 63°18′S 25°18′O / -63.3, -25.3 \| 9 km \| \| H \| 65°30′S 23°30′O / -65.5, -23.5 \| 7 km \| \| K \| 60°36′S 23°18′O / -60.6, -23.3 \| 11 km \| \| N \| 63°24′S 25°48′O / -63.4, -25.8 \| 11 km \| \| V \| 64°00′S 20°54′O / -64.0, -20.9 \| 7 km \| \| W \| 60°54′S 20°12′O / -60.9, -20.2 \| 9 km \| |          |
| Blancanus | Coordenadas | Diámetro |
| A         | 64°24′S 21°36′O / -64.4, -21.6 | 6 km     |
| C         | 66°30′S 28°00′O / -66.5, -28.0 | 46 km    |
| D         | 63°18′S 16°30′O / -63.3, -16.5 | 24 km    |
| E         | 66°36′S 21°30′O / -66.6, -21.5 | 37 km    |
| F         | 65°06′S 27°24′O / -65.1, -27.4 | 9 km     |
| G         | 63°18′S 25°18′O / -63.3, -25.3 | 9 km     |
| H         | 65°30′S 23°30′O / -65.5, -23.5 | 7 km     |
| K         | 60°36′S 23°18′O / -60.6, -23.3 | 11 km    |
| N         | 63°24′S 25°48′O / -63.4, -25.8 | 11 km    |
| V         | 64°00′S 20°54′O / -64.0, -20.9 | 7 km     |
| W         | 60°54′S 20°12′O / -60.9, -20.2 | 9 km     |